# Diócesis de Mogadiscio

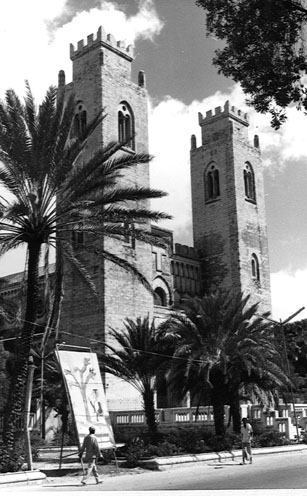
Catedral de Mogadiscio antes de su destrucción

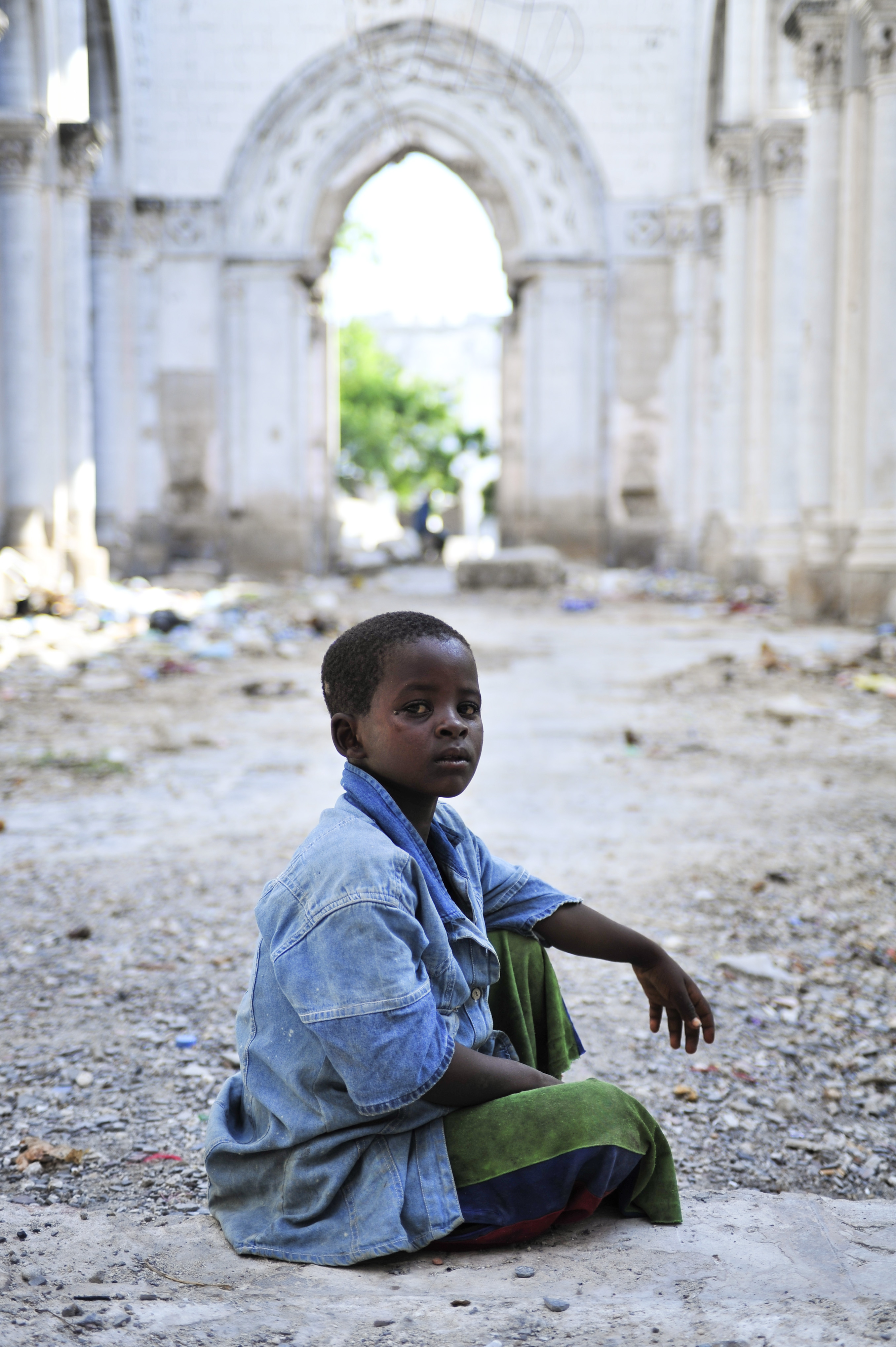
Ruinas del interior de la Catedral de Mogadiscio en 2012

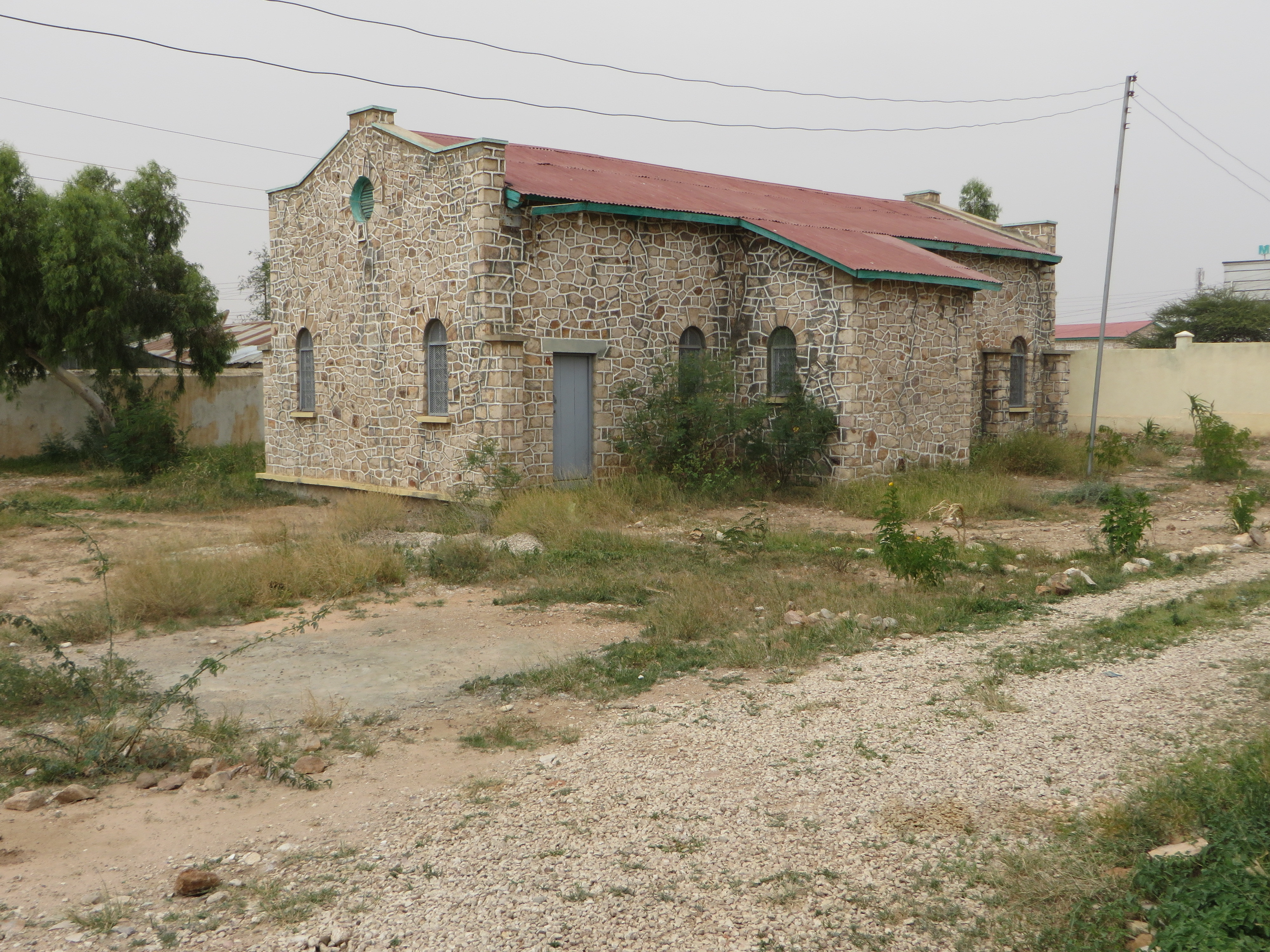
Iglesia de Hargeisa en Somalilandia en 2019 (cerrada en 2017)

La diócesis de Mogadiscio (en latín: Dioecesis Mogadiscen(sis)) es una circunscripción eclesiástica de rito latino de la Iglesia católica en Somalia, inmediatamente sujeta a la Santa Sede. Está vacante desde el 9 de junio de 1989.

## Territorio y organización

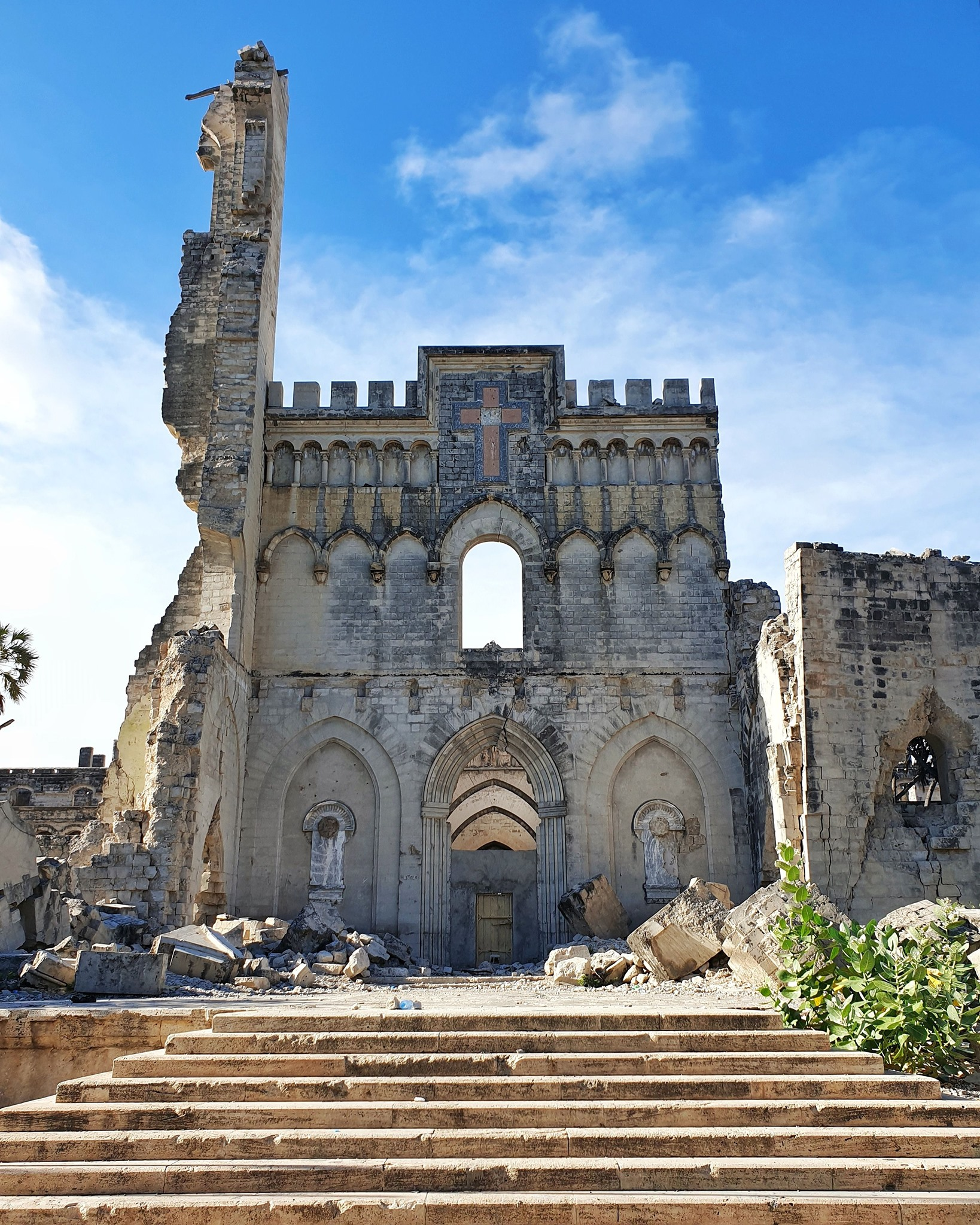
Catedral de Mogadiscio, Somalia.

La diócesis extiende su jurisdicción sobre los fieles católicos de rito latino residentes en el territorio de Somalia.
La sede de la diócesis estaba en la ciudad de Mogadiscio, en donde se hallan las ruinas de la Catedral de Nuestra Señora de Consolación, pero a causa de la casi desaparición total de los fieles católicos y el asesinato del obispo en 1989, la administración de la diócesis es ejercida por el obispo de Yibuti.
En 2019 la diócesis contaba con una única parroquia.
Para 1935 la emigración italiana hizo que hubiera 50 000 italianos viviendo en Somalia, constituyendo el 5% de la población de la colonia. Tras la Segunda Guerra Mundial se produjo el éxodo de la población italiana, por lo que el número de católicos disminuyó a 8500 en 1950, a 2600 en 1970, y a un centenar en 1990. En Somalia está prohibida actualmente cualquier forma de culto cristiano.

## Historia
El Reino Unido proclamó el protectorado de Somalilandia en 1886. El 8 de febrero de 1889 Italia estableció un protectorado sobre el Sultanato de Hobyo, y al año siguiente lo hizo sobre el Sultanato de Majeerteen, iniciando su expansión sobre la costa somalí. En 1891 Italia alquiló los puertos de Brava, Merca y Mogadiscio al sultán de Zanzíbar.
La prefectura apostólica de Benadir fue erigida el 21 de enero de 1904 con el decreto Cum exposuisset de la Propaganda Fide, separando las posesiones y protectorados italianos del vicariato apostólico de Zanguebar del Norte (hoy arquidiócesis de Nairobi). Luego de un acuerdo de límites con Etiopía, el 5 de abril de 1908 el Parlamento italiano sancionó la ley de creación de la Somalia italiana como una colonia.
El 15 de diciembre de 1927 la prefectura apostólica fue elevada al rango de vicariato apostólico con la breve Rei christianae del papa Pío XI y al mismo tiempo asumió el nombre de vicariato apostólico de Mogadiscio.
En 1924 los británicos cedieron a Italia la parte situada al oeste del río Juba (Jubalandia) que en 1926 fue incorporada a la Somalia italiana. El 24 de mayo de 1929, en virtud del breve Quae catholicae del papa Pío XI, la prefectura apostólica incorporó Jubalandia del vicariato apostólico de Zanguebar.
El 25 de marzo de 1937 las fronteras del vicariato apostólico se ajustaron a toda la Somalia italiana en virtud de la bula Quo in Vicariatu del papa Pío XI.

(...) statuimus ac decernimus ut Vicariatus Apostolicus de Mogadiscio eosdem posthac fines habeat ac civile Somaliae Italicae Gubernium.

Durante la Segunda Guerra Mundial, en noviembre de 1941 el Reino Unido capturó toda la Somalia italiana. Las tropas británicas mantuvieron el control hasta el 1 de abril de 1950, cuando las Naciones Unidas lo entregaron como fideicomiso a la República Italiana, independizándose el 26 de junio de 1960. El 1 de julio de 1960 se fusionó con la Somalia británica, creándose la República de Somalia.
El 20 de noviembre de 1975 el vicariato apostólico fue elevado a diócesis con la bula Ex quo Dei del papa Pablo VI, siendo su territorio el de toda la República de Somalia.
El 9 de julio de 1989 el obispo Pietro Salvatore Colombo fue asesinado por islamistas en circunstancias aún por aclarar. Desde entonces, la diócesis, que tiene muy pocos católicos y ningún sacerdote, está vacante y desde el 29 de abril de 1990 su administrador apostólico es el obispo de Yibuti. 
El 27 de enero de 1991 fue derrocado el presidente Mohamed Siad Barre, intensificándose la guerra civil somalí, mientras que el 18 de mayo de 1991 los clanes del norte proclamaron la República de Somalilandia, independiente de hecho desde entonces. En 1991 la catedral fue saqueada y destruida, y las tumbas de los 4 obispos sepultados allí fueron descubiertas y sus restos esparcidos. En agosto de 1993 el obispo de Yibuti, Giorgio Bertin, administrador apostólico sede vacante et ad nutum Sanctae Sedis de Mogadiscio (que ya había verificado personalmente la destrucción de la catedral y de los edificios anexos a finales de 1991) con la ayuda de los paracaidistas italianos de la fuerza multinacional de mantenimiento de la paz UNOSOM II y su capellán, recogió los pocos huesos encontrados que fueron colocados en cuatro cajas y trasladados a Italia, en donde fueron guardados provisionalmente en el depósito de un cementerio. El 12 de noviembre de 1997, los restos de los cuatro obispos franciscanos fueron enterrados en el santuario de Sant'Antonio di Padova en Milán.
Tras el asesinato de la monja Leonella Sgorbati el 17 de septiembre de 2006, las últimas tres religiosas abandonaron Somalia. La beatificación de la mártir Leonella Sgorbati tuvo lugar el 26 de mayo de 2018 en Piacenza, Italia. Para entonces habían sido asesinados el padre Pietro Turati, jefe de las misiones de Kismaayo y Jilib (en 1991); la doctora Graziella Fumagalli (en 1995); Annalena Tonelli (en 2003); y una treintena de cristianos somalíes.
La catedral de Mogadiscio, construida en el período colonial italiano y famosa por su gran tamaño y aspecto similar a la Catedral de Cefalú en Sicilia, ya dañada durante la guerra civil, fue arrasada a finales del Ramadán de 2008 por grupos de fundamentalistas islámicos cercanos a Al Qaeda. Un corresponsal de la BBC visitó el sitio en 2012 e informó que algunos desplazados internos habían formado campamentos de tiendas de campaña en los terrenos de la catedral. Seis de las siete iglesias existentes en el país fueron destruidas.

## Episcopologio
- Alessandro dei Santi, O.SS.T. † (1905-1924 falleció)
  - Sede vacante (1924-1927)
- Gabriele Perlo, I.M.C. † (22 de diciembre de 1927-agosto de 1930 renunció)
- Francesco Fulgenzio Lazzati, O.F.M. † (14 de julio de 1931-24 de mayo de 1932 falleció)
- Francesco Venanzio Filippini, O.F.M. † (30 de mayo de 1933-19 de octubre de 1970 retirado)
- Antonio Silvio Zocchetta, O.F.M. † (19 de octubre de 1970-22 de enero de 1973 falleció)
  - Sede vacante (1973-1975)
- Pietro Salvatore Colombo, O.F.M. † (20 de noviembre de 1975-9 de julio de 1989 falleció)
  - Sede vacante (desde 1989)
  - Giorgio Bertin, O.F.M., desde el 29 de abril de 1990 (administrador apostólico)

## Estadísticas
De acuerdo al Anuario Pontificio 2020 la diócesis tenía a fines de 2019 un total de 100 fieles bautizados.
| Año                                                                             | Población            | Población | Población      | Sacerdotes | Sacerdotes    | Sacerdotes    | Bautizados por sacerdote | Diáconos permanentes | Religiosos | Religiosos | Parroquias |
| Año                                                                             | Bautizados católicos | Total     | % de católicos | Total      | Clero secular | Clero regular | Bautizados por sacerdote | Diáconos permanentes | Varones    | Mujeres    | Parroquias |
| ------------------------------------------------------------------------------- | -------------------- | --------- | -------------- | ---------- | ------------- | ------------- | ------------------------ | -------------------- | ---------- | ---------- | ---------- |
| 1950                                                                            | 8500                 | 1 200 000 | 0.7            | 16         |               | 16            | 531                      |                      | 20         | 140        | 11         |
| 1970                                                                            | 2623                 | 3 000     | 0.1            | 18         |               | 18            | 145                      |                      | 25         | 94         |            |
| 1980                                                                            | 2100                 | 3 540 000 | 0.1            | 6          |               | 6             | 350                      |                      | 8          | 68         | 2          |
| 1990                                                                            | 2000                 | 4 810 000 | 0.0            | 5          | 1             | 4             | 400                      |                      | 5          | 48         | 4          |
| 1999                                                                            | 100                  | 6 500 000 | 0.0            | 1          |               | 1             | 100                      |                      | 2          | 3          | 1          |
| 2000                                                                            | 100                  | 6 500 000 | 0.0            | 2          | 1             | 1             | 50                       |                      | 2          | 3          | 1          |
| 2003                                                                            | 100                  | 6 500 000 | 0.0            | 1          | 1             |               | 100                      |                      | 1          | 3          |            |
| 2004                                                                            | 100                  | 6 500 000 | 0.0            | 1          | 1             |               | 100                      |                      |            | 4          | 1          |
| 2007                                                                            | 100                  | 7 815 000 | 0.0            | 1          | 1             |               | 100                      |                      |            | 4          | 1          |
| 2013                                                                            | 100                  | 8 894 000 | 0.0            | -          | -             |               | -                        |                      |            | -          | -          |
| 2016                                                                            | 100                  | 9 500 000 | 0.0            | -          | -             |               | -                        |                      |            | -          | -          |
| 2019                                                                            | 100                  | 11 000    | 0.0            | 1          | 1             |               | 100                      |                      |            | -          | 1          |
| Fuente: Catholic-Hierarchy, que a su vez toma los datos del Anuario Pontificio. |                      |           |                |            |               |               |                          |                      |            |            |            |